# Thiên thể Troia của Sao Hỏa

Nhóm (màu xanh lá) và nhóm (xanh lam nhạt) các Thiên thể Troia của Sao Họa trong quỹ đạo của Sao Hỏa. Sao Hỏa có màu đỏ, quỹ đạo ở phía ngoài là của Sao Mộc.

Thiên thể Troia của Sao Hỏa là một nhóm các thiên thể có cùng quỹ đạo với Sao Hỏa quanh Mặt Trời. Có thể tìm thấy chúng quanh hai điểm Lagrange 60° trước và sau Sao Hỏa. Nguồn gốc của các thiên thể Troia của Sao Hỏa thì vẫn chưa được hiểu rõ. Một giả thuyết gợi ý rằng chúng là những vật thể nguyên thủy bị bỏ lại sao sự hình thành của Sao Hỏa và bị bắt giữ vào điểm Lagrange của nó khi Hệ Mặt Trời đang hình thành. Tuy nhiên, các nghiên cứu quang phổ của các thiên thể Troia của Sao Hỏa ám chỉ rằng giả thuyết trên có thể không đúng. Một cách giải thích khác liên quan tới việc các tiểu hành tinh đã đi lạc một cách hỗn loạn vào Điểm Lagrange của Sao Hỏa sau khi Hệ Mặt Trời đã hình thành. Giả thuyết này cũng có vấn đề khi cân nhắc tới tuổi thọ động học ngắn của những vật thể này. Phổ của Eureka và hai thiên thể Troia khác của Sao Hỏa cũng biểu thị một thành phần giàu olivin. Vì các vật thể giàu olivin thì hiếm trong vành đai tiểu hành tinh nên có thể một số thiên thể Troia của Sao Hỏa là những mảnh vụn bắt giữ từ một vụ va chạm làm thay đổi quỹ đạo lớn trên Sao Hỏa khi nó va chạm với một tiền hành tinh.
Hiện tại, nhóm này bao gồm bảy tiểu hành tinh đã được xác nhận là các thiên thể Troia của Sao Hỏa ổn định nhờ mô phỏng số học lâu dài nhưng chỉ bốn trong số chúng được chấp nhận bởi Minor Planet Center (†) và có một ứng cử viên:
L4 (leading):
- (121514) 1999 UJ7 †

L5 (trailing):
- 5261 Eureka †
- (101429) 1998 VF31 †
- (311999) 2007 NS2 †
- (385250) 2001 DH47
- 2011 SC191
- 2011 UN63

Ứng cử viên
- 2011 SL25